# أولريش ويل
أولريش ويل هو عسكري سويسري، ولد في 5 أبريل 1848 في هامبورغ في ألمانيا، وتوفي في 31 يناير 1925 في مايلن في سويسرا.

## وصلات خارجية
- أولريش ويل على موقع الموسوعة البريطانية (الإنجليزية)